# Балокко
Балокко (итал. Balocco) — коммуна в Италии, располагается в регионе Пьемонт, в провинции Верчелли.
Население составляет 256 человек (2008), плотность населения составляет 15 чел./км². Занимает площадь 17 км². Почтовый индекс — 13040. Телефонный код — 0161.
Покровителями коммуны почитаются архангел Божий Михаил, празднование 29 сентября,  и святой Антоний Великий.
Балокко является домом для тестовой гоночной трассы Circuito di Balocco.

## Демография
Динамика населения:

## Администрация коммуны
- Официальный сайт:

## Экономика
Балокко является одним из основных полигонов для Fiat Group. Circuito di Balocco - тестовая трасса, которая была построена в начале 60-х годов компанией Alfa Romeo для тестирования новых автомобилей, прототипов и гоночных моделей. На трассе также проходят различные гоночные мероприятия и выступления. Площадь трассы насчитывает около 5,000,000 м² (500 га) и протяженность всех вариаций заездов и тест-трасс насчитывает более 65 километров (40 миль).

## Интересные факты
25 мая 2015 года в честь Умберто Аньелли была названа одна из улиц.